# Manfred Burgsmüller
Manfred Burgsmüller (22. prosince 1949 Essen – 18. května 2019 Essen) byl německý fotbalový útočník. Je čtvrtým nejlepším střelcem bundesligy v historii. Po skončení aktivní kariéry hrál jako kopáč americký fotbal za tým Rhein Fire, se kterým získal dvakrát německý titul.

## Klubová kariéra
Profesionálně hrál v německých klubech Rot-Weiss Essen, Bayer Uerdingen, Borussia Dortmund, 1. FC Norimberk, SC Rot-Weiß Oberhausen a Werder Brémy. V Bundeslize nastoupil ve 447 utkáních a dal 213 gólů. V roce 1978 vyhrál s Werderem Brémy německou bundesligu. V Lize mistrů UEFA nastoupil ve 4 utkáních a v Poháru UEFA nastoupil ve 12 utkáních a dal 2 góly.

## Ligová bilance
| Ročník                              | Zápasy | Góly | Klub                   |
| ----------------------------------- | ------ | ---- | ---------------------- |
| 2. bundesliga 1968/69               | 2      | 0    | Rot-Weiss Essen        |
| Bundesliga 1969/70                  | 8      | 0    | Rot-Weiss Essen        |
| Bundesliga 1970/71                  | 2      | 0    | Rot-Weiss Essen        |
| 2. bundesliga 1971/72               | 34     | 22   | Bayer Uerdingen        |
| 2. bundesliga 1972/73               | 33     | 29   | Bayer Uerdingen        |
| 2. bundesliga 1973/74               | 34     | 29   | Bayer Uerdingen        |
| Bundesliga 1974/75                  | 34     | 18   | Rot-Weiss Essen        |
| Bundesliga 1975/76                  | 30     | 14   | Rot-Weiss Essen        |
| 2. bundesliga 1976/77               | 7      | 1    | Bayer Uerdingen        |
| Bundesliga 1976/77                  | 24     | 14   | Borussia Dortmund      |
| Bundesliga 1977/78                  | 34     | 20   | Borussia Dortmund      |
| Bundesliga 1978/79                  | 33     | 15   | Borussia Dortmund      |
| Bundesliga 1979/80                  | 34     | 20   | Borussia Dortmund      |
| Bundesliga 1980/81                  | 33     | 27   | Borussia Dortmund      |
| Bundesliga 1981/82                  | 34     | 22   | Borussia Dortmund      |
| Bundesliga 1982/83                  | 22     | 17   | Borussia Dortmund      |
| Bundesliga 1983/84                  | 34     | 12   | 1. FC Norimberk        |
| 2. bundesliga 1984/85               | 35     | 29   | SC Rot-Weiß Oberhausen |
| 2. bundesliga 1985/86               | 15     | 7    | SC Rot-Weiß Oberhausen |
| Bundesliga 1985/86                  | 20     | 13   | Werder Brémy           |
| Bundesliga 1986/87                  | 30     | 8    | Werder Brémy           |
| Bundesliga 1987/88                  | 26     | 6    | Werder Brémy           |
| Bundesliga 1988/89                  | 28     | 6    | Werder Brémy           |
| Bundesliga 1989/90                  | 11     | 1    | Werder Brémy           |
| CELKEM Německá fotbalová Bundesliga | 447    | 213  |                        |

## Reprezentační kariéra
Za Německou fotbalovou reprezentaci nastoupil v letech 1977–1978 ve 3 reprezentačních utkáních.